# Prix Joan-et-Joseph-Birman
Pour les articles homonymes, voir Birman.
Le prix de recherche Joan & Joseph Birman en topologie et géométrie est une distinction en mathématiques créée en 2013 et décernée tous les deux ans par l'Association for Women in Mathematics à une jeune chercheuse exceptionnelle en topologie ou en géométrie. Le fonds du prix a été créé grâce à un don de Joan Birman et de son mari, Joseph Birman (en).

## Lauréates
- 2015 : Elisenda Grigsby, pour ses recherches en topologie de basse dimension, en particulier en théorie des nœuds et invariants catégorisés[1],[2],[3].
- 2017 : Emmy Murphy, pour ses recherches en géométrie symplectique où elle a développé de nouvelles techniques pour étudier les variétés symplectiques et la géométrie de contact[4],[5].
- 2019 : Kathryn Mann, pour « des percées majeures dans la théorie de la dynamique des actions de groupe sur les variétés »[6].
- 2021 : Emily Riehl, pour "des travaux approfondis et fondamentaux en théorie des catégories et en théorie de l'homotopie."[7].
- 2023 : Kristen Hendricks (en), pour "ses travaux sur l'aspect équivariant de l'Homologie de Floer"[8]